# Ipokaliemia
Per ipokaliemia (o ipopotassiemia) in medicina si intende la carenza di potassio (in latino kalium) nel sangue. L'ipokaliemia è una condizione potenzialmente fatale, che vede l'incapacità dell'organismo a conservare una quantità sufficiente di potassio atta a mantenere la salute.
La condizione è più nota come deficienza di potassio. Il prefisso ipo- indica la condizione di basso livello o insufficienza (in contrasto con iper-, che significa alto). La radice di mezzo kal si riferisce a kalium, che è la locuzione in neo-latino per potassio. La parte finale della parola, -emia, indica "nel sangue" (ma è da far presente, comunque che l'ipokaliemia è una condizione che abitualmente è indicativa di un deficit di potassio sistemico, ovvero di tutto l'organismo).
Può essere di natura iatrogena o dovuta a disordini alimentari. Può provocare disturbi alla contrazione muscolare, anche a livello del miocardio.

## Eziologia
L'ipokaliemia può derivare da una o più tra le seguenti condizioni cliniche:
- Forse la più ovvia delle cause è l'insufficiente apporto di potassio nei cibi (definita come dieta a basso-potassio). Comunque è rara la non concomitanza di questa condizione rispetto all'eccessiva perdita di potassio dal corpo.
- Una causa più frequente è l'eccessiva perdita di potassio, spesso associata all'eccessivo consumo ed escrezione di acqua, che "svuota" il corpo di potassio. Tipicamente, questa è dovuta alla perdita di liquidi causata dal vomito, dalla diarrea, o dall'eccessiva sudorazione.
- Alcuni farmaci possono accelerare la rimozione del potassio dal corpo; tra queste si includono i diuretici tiazidici, come l'idroclorotiazide; i diuretici dell'ansa, come la furosemide; e anche alcuni lassativi. Anche l'anfotericina B, un antimicotico, è stata associata con l'ipokaliemia.
- Nelle canalopatie come paralisi periodica ipokaliemica e la patologia miopatica-cardiomiopatica sindrome di Andersen-Tawil, i bassi livelli di potassio sono dovuti a una mutazione genetica nei geni che codificano i canali ionici della giunzione neuromuscolare e della fibrocellula muscolare. I canali del potassio ne fanno entrare troppo nella membrana cellulare, lasciandone poco disponibili.

### Fattori di rischio
Deficit di magnesio, persone con cura a base di digitalici.
L'ipokaliemia può dipendere da tre fattori fondamentali: ridotto apporto di potassio, redistribuzione all'interno delle cellule e aumentata perdita netta.

### Ridotto apporto netto
Nonostante da solo sia raramente causa di ipokaliemia, il ridotto apporto netto di potassio può essere dovuto a:
- Denutrizione
- Ingestione di argilla, che lega il K+ e il ferro contenuti negli alimenti.

### Redistribuzione nelle cellule
- Alcalosi metabolica
- Insulina
- Condizioni anaboliche (trattamento con vitamina B12 di pazienti con anemia perniciosa)
- Trasfusione di globuli rossi congelati (i globuli rossi congelati hanno perso circa il 50% della loro concentrazione intracitoplasmatica di K+)

### Aumentata perdita netta
- Sudorazione profusa
- Diarrea
- Vomito
- Aspirazione naso-gastrica
- Perdita renale
- Diuretici
- Diuresi osmotica
- Iperaldosteronismo primitivo e secondario
- Sindrome di Cushing
- Sindrome di Bartter
- Sindrome di Gitelman
- Acidosi tubulare renale tipo II.

## Importanza del potassio nel corpo umano
Durante le fasi del potenziale d'azione, che comporta il battito cardiaco, gli ioni di potassio hanno il ruolo determinante. Il potassio attraversa i canali ionici sia in entrata sia in uscita, l'ingresso è favorito da elementi quali l'insulina, l'alcalosi e gli agonisti beta2-adrenergici, mentre l'unico elemento che al contrario favorisce l'uscita è l'acidosi. Un'alterazione di queste componenti porta di conseguenza a un'alterazione del potassio nel sangue e del suo funzionamento.

## Segni e sintomi
Questa condizione può non presentare alcun sintomo, l'ipokaliemia grave può causare:
- Debolezza muscolare, crampi e mialgia
- Aumento del rischio di iponatremia che provoca confusione ed epilessia
- Fibrillazione ventricolare
- Asistolia

## Modificazioni ECG
L'ipokaliemia può causare diverse modifiche all'ECG di superficie che vanno da lievi disturbi nel ritmo cardiaco fino ad arrivare ad aritmie fatali, i segni precoci possono essere:
- Allungamento tratto QT (in particolare del tratto ST)
- Contrazioni cardiache indebolite

## Terapie
Il trattamento solitamente prevede la cura della causa scatenante. Correggere il deficit correlato di magnesio spesso non porta benefici, bisogna che vi sia un'immissione in contemporanea di entrambi gli elementi. La somministrazione può avvenire anche per via endovenosa in casi gravi (per velocizzare la diffusione).